# Anthony Albanese
Anthony Norman Albanese (Sydney, 2 marzo 1963) è un politico australiano, 31º primo ministro dell'Australia dal 23 maggio 2022.

## Biografia

### Origini
Anthony Albanese è nato il 2 marzo 1963 al St Margaret's Hospital nel sobborgo di Darlinghurst, a Sydney. È figlio di Carlo Albanese (italiano originario di Barletta) e Maryanne Ellery, australiana cattolica di origine irlandese. I suoi genitori si conobbero nel 1962 durante un viaggio da Sydney a Southampton sulla TSS Fairsky della Sitmar Line (Società Italiana Trasporti Marittimi), dove suo padre lavorava come steward; la donna rimase incinta, ma in seguito non continuarono la loro relazione, andando per strade separate. Sua madre gli disse inizialmente che il padre era morto in un incidente stradale. Albanese non lo incontrò fino al 2009.

### Carriera politica
Dal 30 maggio 2019 è il leader del Partito Laburista Australiano. È, inoltre, un membro della Camera dei Rappresentanti per il collegio di Grayndler. Il 23 maggio 2022, in seguito al risultato delle elezioni federali, viene nominato Primo ministro dell'Australia.
In seguito al risultato delle elezioni federali del 2025, viene riconfermato con una grande maggioranza parlamentare nel suo ruolo.